# Sông Abe

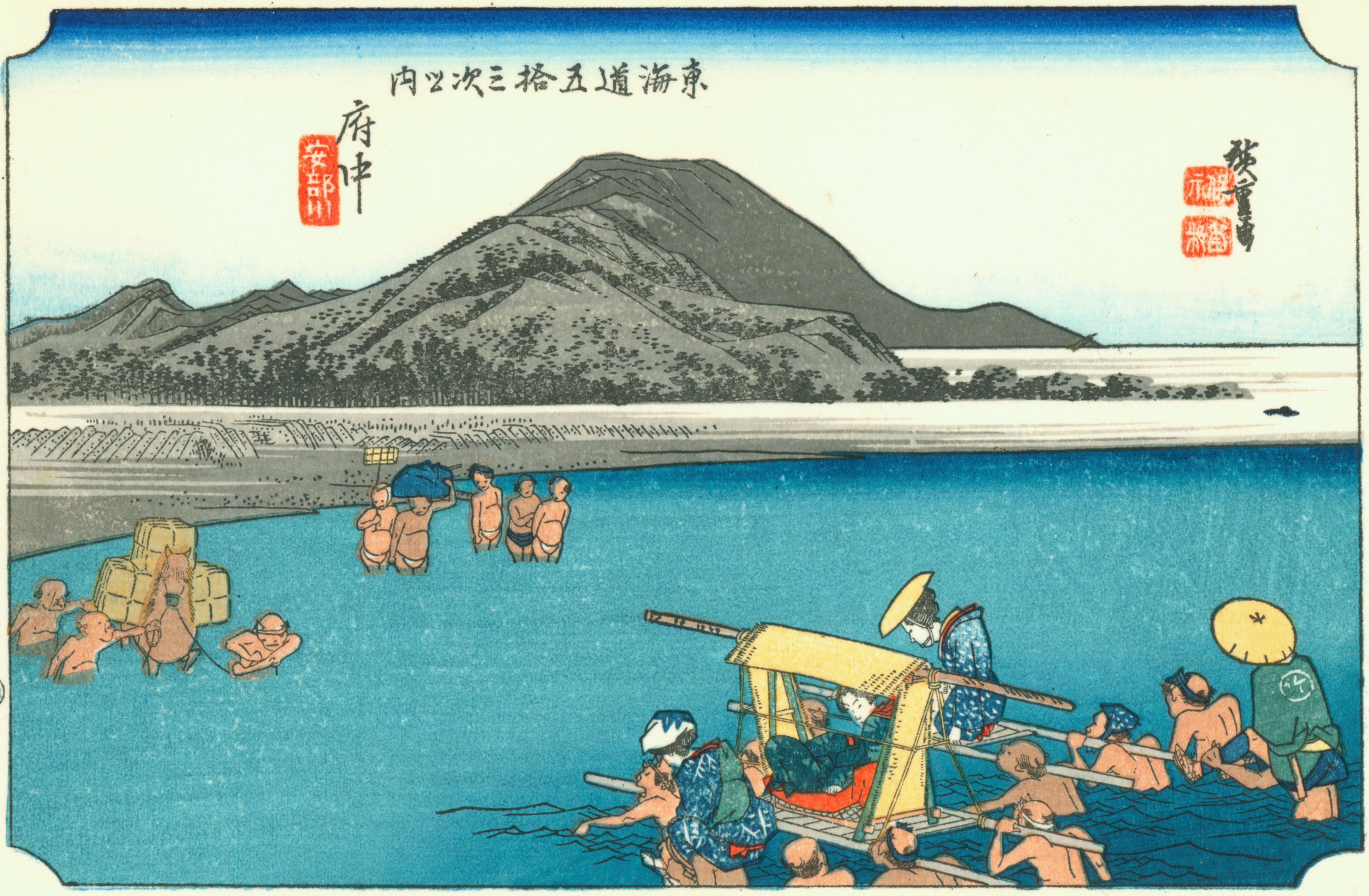
Hiroshige

Sông Abe (tiếng Nhật: 安倍川 An Bội xuyên) là một con sông ở tỉnh Shizuoka thuộc miền trung của Nhật Bản. Sông dài 53,3 km và có lưu vực rộng 567,0 km².
Sông này bắt nguồn từ dãy núi Akaishi chảy qua giáp giới giữa tỉnh Yamanashi và tỉnh Shizuoka, và chảy về hướng Tây của trung tâm thành phố Shizuoka rồi đổ vào Vịnh Suruga, Thái Bình Dương. Sông này nổi tiếng vì có nước trong và là một trong những nguồn cung cấp nước chính cho thành phố Shizuoka.
Khúc đầu sông có nhiều suối nước nóng, nó cũng nổi tiếng với nhiều trận lở đất và thác Abe Great Falls - top 100 thác nước nổi tiếng nhất Nhật Bản. Không giống như những con sông gần đó như Ōi, Tenryū, sông Abe không có đập nước.
Shōgun Tokugawa Ieyasu, người từng ở tại Shizuoka, đã tiến hành xây dựng và tạo ra tuyến đường ở hạ lưu sông hiện nay. Abekawamochi (安倍川餅), bánh gạo mochi rắc bột đậu nành, là một món bánh cổ truyền thường được phục vụ tại các phòng trà bên sông Abe.